# Arséniate de cuivre chromé
Pour les articles homonymes, voir CCA.
L'arséniate de cuivre chromé ou arséniate de cuivre chromaté (en anglais, chromated copper arsenate ou CCA), est l'un des pesticides du bois aux principes fongicide et insecticide, notamment utilisé en marine contre les tarets.
Sa diffusion débute dans les années 1930 et il est utilisé pour le traitement des bois, de résineux notamment, destinés à être exposés aux intempéries, avec l'inconvénient, en raison de l'oxydation du cuivre, de donner au bois une teinte verte. Il s'est montré très efficace mais toxique et cancérigène et il est pour cette raison interdit dans de nombreux pays.

## Histoire
Ce produit a été breveté en 1934. Il a été commercialisé ou l'est encore sous forme de sels ou oxydes en phase aqueuse, injecté dans le bois par imprégnation sous vide.

## Usages
Il est utilisé ou l'a principalement été pour traiter les types de bois suivants :
- bois d'œuvre
- poutres de construction
- poteaux électriques et téléphoniques
- pilotis et bois posés en milieu marin ou saumâtre
- bois de marine
- clôtures

## Toxicité et écotoxicité
Les CCA étaient réputés théoriquement se fixer dans les membranes des cellules du bois en ne laissant que des traces de produit résiduel à l’état libre dans le bois et à sa surface, mais des cas d'empoisonnement mortels d'animaux (chiens) ayant mâché des copeaux, et des cas de pollution du sol ou du sable sous les jeux d'extérieurs en bois pour enfants, voire des pollutions de puits (USA), ont montré que ce produit, une fois exposé aux pluies, pouvait migrer et polluer l'environnement (notamment en contexte acide, où certains champignons pourraient alors absorber et bio-concentrer l'arsenic et le chrome lessivé à partir du bois acidifié).
Il est susceptible d'avoir de graves effets directs et indirects sur les ressources halieutiques et les écosystèmes touchés.
Un des problèmes est le devenir des déchets (copeaux, sciure). Le bois traité à l'ACC ne doit jamais être en contact avec l'eau potable, ni brûlé (la fumée et les cendres sont très toxiques). Au Canada, un groupe de travail réunissant des représentants de l'industrie du traitement des bois, du secteur de la vente du bois aux détail, avec Environnement-Canada, Santé-Canada, Agence de réglementation de la lutte antiparasitaire (ARLA), ainsi qu'avec des universitaires, doit produire des lignes directrices pour mieux sensibiliser les utilisateurs à la manipulation et à l'élimination des produits du bois traités avec un agent de préservation.
En condition acide, certains champignons se montrent capables d'extraire jusqu'à 50 % de l'arsenic et des taux significatifs de cadmium du bois traité et réduit en sciure.

## Législation, interdiction progressive
Depuis les années 1990, ce produit est peu à peu interdit par un nombre croissant d'États américains et pour un nombre croissant d’usages ; ainsi, dès le début des années 2000, par précaution et au vu des données disponibles, et sans attendre les conclusions des analyses du risque pour la santé en cours, certains organismes ou États (Floride, New Hampshire, Connecticut…). ont restreint ou interdit le bois traité à l'ACC pour certains usages (domestiques ou publics) ou ont émis des avis de santé à la population.
En France, seule une recommandation sur les jeux pour enfants à destination d'un usage collectif a été publiée le 13 juin 2000 .
L'US Environmental Protection Agency (EPA) (12 février 2002) et l’ARLA (3 avril 2002) ont conclu une entente avec les fabricants de bois traité pour que l'ACC ne soit plus jamais utilisé aux États-Unis ni au Canada pour préserver le bois servant à construire des structures et aires de jeux, terrasses, tables de pique-nique, aménagements paysagers, clôtures domestiques, passerelles et trottoirs en bois, dès le 1er janvier 2004.
Au Canada, l'ARLA a recommandé deux produits beaucoup moins toxiques pour les animaux à sang chaud (cuivre alcalin quaternaire (CAQ) et cuivre d'azole), mais néanmoins écotoxiques, et contenant un composé non biodégradable (le cuivre).
Certains stocks ont été vendus de pays riches vers des pays où ce produit n'était pas encore interdit. Par exemple, environ 200 t d'arséniate de cuivre chromaté ont été exportées de Grande-Bretagne à la firme Ethiopian Power Corporation. Elles ont été retrouvées sur le port de Djibouti dans des bidons de plastique qui avaient déjà commencé à fuir sur le bateau (ils auraient dû être en acier). Et alors que la FAO annonçait une catastrophe écologique, les autorités portuaires démentaient. Les bidons avaient été stockés dans cinq camions garés sur le port. Certains ouvriers ayant manipulé ce produit l'ont inhalé et ont dû être hospitalisés.
Selon la presse locale, du produit coulait des camions sur le port, à 400 m d’un dépôt d'aide alimentaire de la banque mondiale. La FAO avait estimé à 35 000 dollars US le coût d'un traitement en urgence et plus de 80 000 dollars pour le remballage et la décontamination des conteneurs. Aux 10 conteneurs interceptés en janvier 2002 s'en ajoutaient 5 début mars 2002.
En Europe, plusieurs textes (ex directive 76/464/CEE et suivantes) protégeant « le milieu aquatique contre les rejets de substances dangereuses » concernent la pollution causée par certaines substances dangereuses déversées dans le milieu aquatique. Elle s'applique a priori à l'introduction de bois créosoté dans les eaux de surface. En France, un décret du 17 novembre 2004 précise les conditions de mise sur le marché et d'emploi de l'arsenic et de ses composés, interdit l’arsenic pour le traitement des bois, mais avec de nombreuses dérogations.
Au Canada et aux États-Unis, un étiquetage particulier est obligatoire ou prévu.

## Recommandations
Les acheteurs devraient refuser tout bois traité à l'ACC présentant des cristaux ou résidus de l'agent de préservation en surface. Les utilisateurs manipulant ou travaillant ce bois devraient porter des gants et des chemises à manches longues et un masque antipoussières, des lunettes de protection, des gants lors du sciage, sablage, ponçage, rabotage ou autre mise en forme ou tout autre usinage du bois traité, pour éviter le contact cutané avec la sciure ou l'inhalation ou ingestion de celle-ci, en travaillant à l'air libre, mais non sous la pluie. Ils devraient se laver les mains et toute partie exposée de la peau avant de manger, de boire ou de fumer. Les vêtements devraient être lavés (séparément des autres vêtements) avant d'être à nouveau portés. 
les déchets sont à considérer comme déchets toxiques et déchets dangereux.
Toutes chutes, sciures, poussières, copeaux et autres débris de construction doivent être enlevés et éliminés conformément à la réglementation en vigueur.
En cas de suspicion d'empoisonnement, contacter le centre antipoison local.
Si des enfants doivent être en contact avec du bois traité, le risque sanitaire est supposé plus important,. L'Institut national de santé publique du Québec fait la recommandation suivante : « Bien qu'il ne soit pas nécessaire de démolir les structures ayant encore une durée de vie utile, il apparaît important de les sceller avec une teinture à base d'huile (ex : huile de lin) à faire tous les 2 ans et ce, surtout dans les aires de jeux, les parcs municipaux et les installations scolaires ». En fin de vie, ce bois devra être traité comme déchet toxique.